# Anthon Charmig
Anthon Charmig (Aarhus, 25 marzo 1998) è un ciclista su strada danese che corre per l'XDS Astana Team.

## Carriera
Nel 2020 ha vinto la medaglia d'argento nella prova in linea della categoria Under-23 agli Europei di Plouay, terminando la gara dietro al norvegese Jonas Hvideberg.

## Palmarès

### Strada
- 2015 (Juniores)

Classifica generale Trophée Centre Morbihan
Campionati danesi, Prova a cronometro Junior
- 2022 (Uno-X Pro Cycling Team, una vittoria)

3ª tappa Tour of Oman (Al-Khod > Qurayyat)

#### Altri successi
- 2015 (Juniores)

Classifica giovani Trophée Centre Morbihan
Classifica giovani Tour du Pays de Vaud
- 2019 (AURA Energi - JS.dk)

Taiwan KOM Challenge
- 2021 (Uno-X Pro Cycling Team)

Classifica scalatori Tour of Norway
- 2022 (Uno-X Pro Cycling Team)

Classifica giovani Tour of Oman

## Piazzamenti

### Grandi Giri
- Tour de France

2023: 99º

### Classiche monumento
- Liegi-Bastogne-Liegi

2023: 97º
2024: 63º

### Competizioni mondiali
- Campionati del mondo su strada

Richmond 2015 - Cronometro Junior: 32º
Richmond 2015 - In linea Junior: 13º
Wollongong 2022 - In linea Elite: 70º
- Campionati del mondo di ciclocross

Lorsch 2015 - Juniores: 41º

### Competizioni europee
- Campionati europei su strada

Plouay 2020 - In linea Under-23: 2º
- Campionati europei di ciclocross

Lorsch 2014 - Juniores: 28º